# Salim Pinim II
Salim Pinim II is een bestuurslaag in het regentschap Aceh Tenggara van de provincie Atjeh, Indonesië. Salim Pinim II telt 130 inwoners (volkstelling 2010).